# Dyrenavn
Dyrenavn er et egennavn der gives et individuelt dyr. Kæledyr får ofte et dyrenavn. Nogle af disse henviser til dyrets art, for eksempel Mis eller Kaninus. Zoologiske haver kan give deres dyr navne. I Danmark er kendte navne Marius for en giraf og Brutalis for et næsehorn.
EU-køer skal have navn med et forbogstav bestemt af fødselsåret.
Væddeløbsheste får også forbogstav efter årgang.
Hunde og katte kan få navne efter for eksempel berømtheder, mytologiske figurer, tegneseriefigurere, mad og drikke eller efter udseende.
En opgørelse udgivet i 2003 havde fundet at de fem mest almindelig hundenavne i Danmark var Fie, Buster, Sussi, Buller og Mille, mens de fem almindeligste kattenavne var Pjevs, Misser, Pussi, Felix og Sorte.